# Aeonium beltranii
Aeonium beltranii är en fetbladsväxtart som beskrevs av A. Bañares Baudet. Aeonium beltranii ingår i släktet Aeonium och familjen fetbladsväxter. Inga underarter finns listade i Catalogue of Life.